# روبرت إف. بروسارد
روبرت إف. بروسارد هو محامي وسياسي أمريكي، ولد في 17 أغسطس 1864 في نيو أيبيريا في الولايات المتحدة، وتوفي بنفس المكان في 12 أبريل 1918. نشط حزبياً في الحزب الديمقراطي. وقد انتخب عضو مجلس الشيوخ الأمريكي ‏ عن دائرة مقعد مجلس الشيوخ في لويزيانا من الدرجة الثالثة ‏ وقد انضم خلال فترته النيابية ‏ (4 مارس 1917 – 12 أبريل 1918) للكتلة البرلمانية الحزب الديمقراطي وانتخب عضو مجلس الشيوخ الأمريكي ‏ عن دائرة مقعد مجلس الشيوخ في لويزيانا من الدرجة الثالثة ‏ وقد انضم خلال فترته النيابية ‏ (4 مارس 1915 – 4 مارس 1917) للكتلة البرلمانية الحزب الديمقراطي وانتخب عضو مجلس النواب الأمريكي ‏.